# (12709) Bergen op Zoom
(12709) Bergen op Zoom, auch (12709) Berg op Zoom, ist ein Asteroid des Hauptgürtels, der nach der niederländischen bzw. nordbrabantischen Stadt Bergen op Zoom benannt wurde. Er wurde am 15. November 1990 vom belgischen Astronomen Eric Walter Elst auf La Silla entdeckt.
Gemäß seiner großen Halbachse von etwa 2,6 AE und einer Bahnneigung von gut 12,6° gehört der Asteroid zur Eunomia-Familie.